# Patrioti (rivoluzione americana)

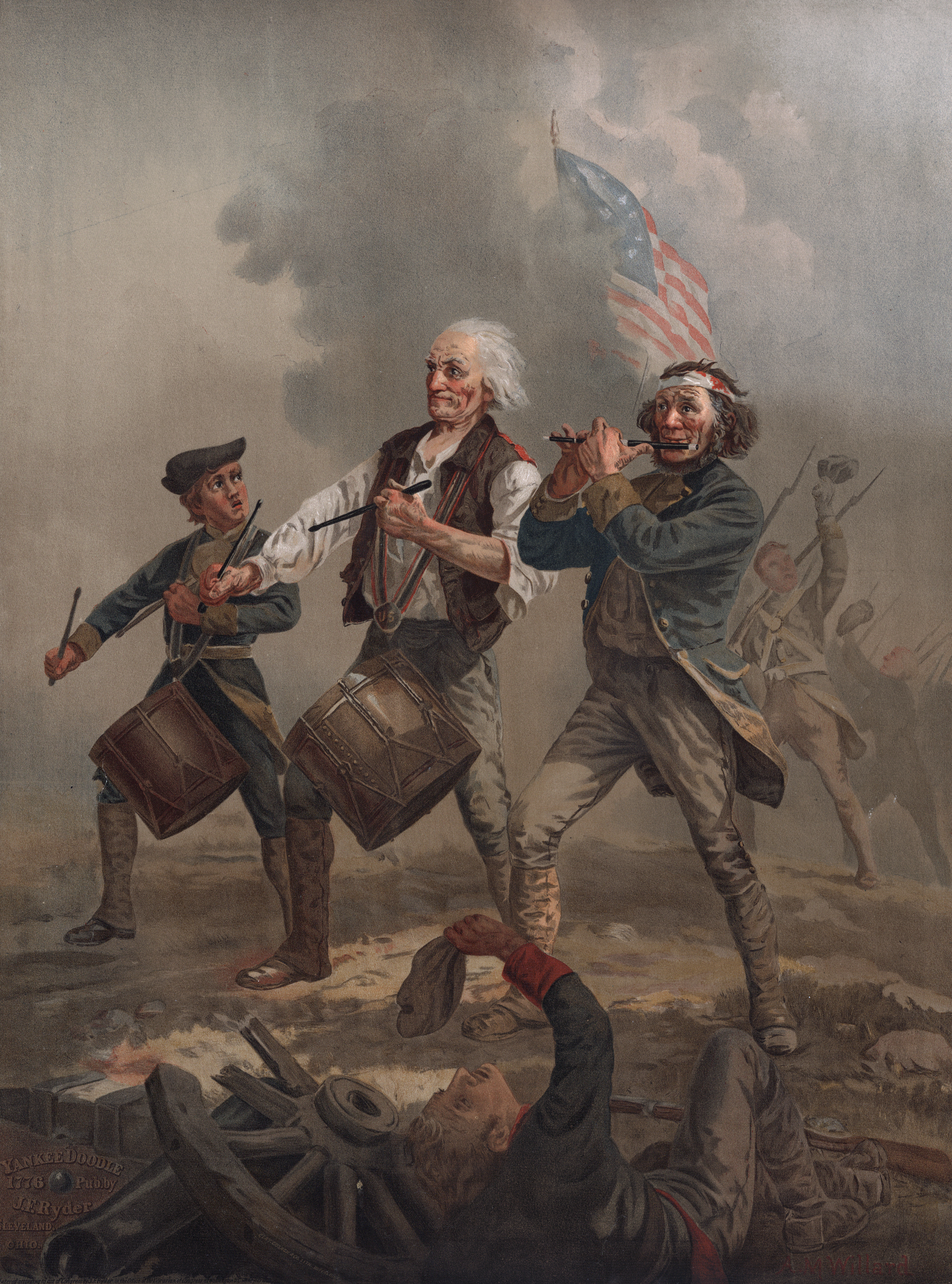
un gruppo di patrioti durante la guerra d'indipendenza americana, in un dipinto del 1875 di Archibald Willard.

I patrioti, noti anche come Rivoluzionari, Continentali, Ribelli o Whigs, erano i coloni delle Tredici Colonie che si opposero al controllo e al governo del Regno di Gran Bretagna durante l'era coloniale. Sostennero e contribuirono a scatenare la Rivoluzione Americana che alla fine portò all'indipendenza degli Stati Uniti. I politici patrioti guidarono l'opposizione coloniale alle politiche britanniche riguardanti le colonie americane, ottenendo infine l'appoggio per l'adozione della Dichiarazione di Indipendenza, approvata all'unanimità dal Secondo congresso continentale il 4 luglio 1776. Dopo l'inizio della Guerra d'indipendenza americana nel 1775, molti Patrioti si unirono all'Esercito Continentale, comandato da George Washington, che ottenne la vittoria sugli inglesi. Ciò portò i britannici a riconoscere l'indipendenza sovrana delle colonie, come sancito dal Trattato di Parigi che nel 1783 sancì la nascita degli Stati Uniti d'America.
Ispirati dall'ideologia repubblicana inglese e americana, parte dell'Illuminismo, i Patrioti rifiutarono la monarchia e l'aristocrazia, sostenendo invece la libertà individuale, i diritti naturali e i diritti legali. Importanti teorici politici patrioti come Thomas Jefferson, John Adams e Thomas Paine furono i pionieri dell'Illuminismo americano, a sua volta ispirato da pensatori europei come Francis Bacon, John Locke e Jean-Jacques Rousseau. Sebbene la schiavitù fosse presente in tutte le Tredici Colonie prima della Rivoluzione Americana, la questione divise i Patrioti: alcuni ne appoggiavano l'abolizione, mentre altri sostenevano idee schiaviste.
I Patrioti comprendevano membri di ogni gruppo sociale ed etnico nelle colonie, anche se il sostegno alla loro causa era più forte nelle colonie del New England e più debole nelle colonie del Sud. La Rivoluzione Americana divise la popolazione coloniale in tre gruppi: i Patrioti, che sostenevano la fine del dominio britannico, i Lealisti, che appoggiavano il continuo controllo della Gran Bretagna sulle colonie, e coloro che rimanevano neutrali. Gli afroamericani che sostenevano i Patrioti erano noti come Patrioti Neri, mentre le loro controparti britanniche erano chiamate Lealisti Neri.

## Caratteristiche
Ecco alcune caratteristiche che definivano i patrioti:
- Politica: Erano contrari al dominio britannico e desideravano l'indipendenza.[2] Sostenevano il principio di "nessuna tassazione senza rappresentanza".[3] Credevano in un governo basato sul consenso dei governati. Erano generalmente favorevoli a una repubblica democratica.
- Economica: Molti patrioti erano coloni americani che si sentivano sfruttati dalle politiche commerciali britanniche. Erano favorevoli al libero scambio e all'economia di mercato. Sostenevano i diritti dei proprietari terrieri e degli imprenditori.
- Sociale: I patrioti provenivano da diverse classi sociali, tra cui coloni, mercanti, artigiani e agricoltori. Erano uniti da un forte senso di identità americana. Molti patrioti erano motivati da ideali religiosi e filosofici, come l'illuminismo.
- Azioni: I patrioti organizzarono boicottaggi e proteste contro le politiche britanniche.[4] Parteciparono a dibattiti e pubblicarono articoli per diffondere le loro idee. Alcuni patrioti presero le armi contro i britannici nella Guerra d'indipendenza americana.

È importante ricordare che non tutti i coloni americani erano patrioti.  Alcuni rimasero leali alla Gran Bretagna durante la rivoluzione, per vari motivi come interessi economici, legami familiari o timore del cambiamento. Inoltre, i patrioti non erano un gruppo monolitico: erano divisi da questioni come la religione, la classe sociale e la visione del futuro della nazione.  Tuttavia, le loro divergenze non hanno impedito loro di unirsi per raggiungere un obiettivo comune: l'indipendenza.